# Руополо, Франческо
Франче́ско Руо́поло (итал. Francesco Ruopolo; род. 10 марта 1983, Аверса, Кампания) — итальянский футболист, нападающий.

## Карьера
Воспитанник «Пармы», начал свою карьеру не в своей альма-матер, а в клубе «Про Патрия» из серии C1, куда он был отдан в аренду, затем, снова на правах аренды Руополо выступал за клуб «Читтаделла». Летом 2004 года Руополо наконец дебютировал в «Парме», но проведя только 10 матчей, снова отправился в аренду, на этот раз в Россию, чтобы выступать за московский «Локомотив», за «Локомотив» Руополо сыграл 7 матчей в чемпионате, четыре раза вышел в Кубке УЕФА, где дважды отметился забитыми мячами. В январе 2006 года Руополо возвратился в «Парму», провёл в её составе ещё 6 матчей, затем был отдан на правах аренды в «Триестину», клуб серии B. С 2007 года по 2010 год — игрок клуба «Альбинолеффе».